# 円卓会議 (日本)
円卓会議（えんたくかいぎ）は、亀井静香と村上正邦の呼びかけにより2013年に発足した会議。

## 概要
日本のベテラン政治家により結成された会議である。衆議院議員の亀井静香と元参議院議員の村上正邦の呼び掛けにより、日本の政治状況を憂慮する政治家が超党派で結集し、2013年6月30日に発足した。出身政党や政治思想が異なる政治家が集まり、経済・外交・安全保障・憲法・環境など幅広い分野について議論を交わしている。この円卓会議の創立にあたり、村上は「政治信条や国家観、価値観を超えて広くテーブルをともにし、議論を戦わせましょう」と呼びかけた。参加メンバーの顔ぶれについて、亀井は「主義主張の違いはそれぞれあるけど、国家を心配する同憂の方々に集って貰った」と語っている。また、石原慎太郎は、この円卓会議を梁山泊になぞらえている。

## 政策・議論
第1回の会合は2013年6月30日にザ・キャピトルホテル東急で開催され、亀井と村上の他、村山富市、野中広務、仙谷由人、石原愼太郎ら10人が出席し、呼びかけ人には久間章生、古賀誠、武村正義、渡部恒三らも名を連ねた。多様な議論が展開され、日本国憲法改正については、村上正邦が「9条は改正すべきだが、96条改正は駄目だ」と発言するなど、国会発議要件を緩和する目的で第96条のみを先行改正することに反対する意見が相次ぎ、「96条改正という手続き論でごまかすのはおかしい。本質について議論すべきだ」との考えで一致した。安倍政権が推進する経済政策については、安倍晋三らが提唱するアベノミクスに対して、懐疑的な論調が強い。また、小選挙区比例代表並立制については、批判的な意見が出されている。政治思想が異なる政治家同士の議論の場であるため、ときに激しい議論が交わされることもある。政策に隔たりがある石原慎太郎と野中広務との間に不穏な空気が流れるなど緊迫した局面もあったが、亀井は意に介さず「ここで殴り合いが始まればいい。現役もそれぐらい危機感を持てばいい」と主張するなど、自由闊達な意見交換を促していた。会合においては、村上によって「老驥櫪に伏すとも、志千里に在り」との思いから「日本の政治を心配する」とする宣言文が発表された。
2013年12月13日、円卓会議のメンバーである石原愼太郎・亀井靜香・野中廣務・村上正邦・村山富市・矢野絢也のほか、武村正義・深谷隆司・松永光・山﨑拓を加えた10名で会合を開き、亀井が安倍政権が成立させた特定秘密保護法案について国会審議が拙速だったとして法律を慎重に運用するよう安倍晋三に求める声明を出す。特定秘密保護法案に賛成の立場だった石原もこの会合に出席した。

## 特徴
亀井静香が呼掛人を務め事務局機能を担うことから、亀井に縁の深い政治家が参加している。参加メンバーの多くは、かつて創価学会を強く批判していた「憲法20条を考える会」や「四月会」にかかわりの深い政治家が多い。また、創価学会を母体とする公明党で委員長を務めたのち、反創価学会に転じた矢野絢也や、その矢野の子息を自身の秘書に迎えた仙谷由人、さらには内閣総理大臣在任中に「この国を創価学会の支配下にあるような政党に任せることはできない」と訴えた村山富市など、創価学会に対して批判的な政治家が多数を占めている。また、石原慎太郎、亀井静香、桜井新、島村宜伸、松永光、村上正邦、山﨑拓など、青嵐会や志帥会の系譜に連なる政治家が多い。亀井静香、桜井新、島村宜伸、武村正義、野中広務、深谷隆司、村山富市など、自社さ連立政権にて閣内で重責を担った者も多い。

## 参加メンバー
※五十音順
| 氏名 | 氏名                | 所属         | 過去の代表的な公職   | 過去の代表的な党職       |
| ---- | ------------------- | ------------ | -------------------- | ------------------------ |
|      | 石原慎太郎 （故人） | 日本維新の会 | 運輸大臣             | 太陽の党共同代表         |
|      | 亀井静香            | みどりの風   | 運輸大臣             | 国民新党代表             |
|      | 久間章生            | 自由民主党   | 防衛大臣             | 自由民主党総務会長       |
|      | 古賀誠              | 自由民主党   | 運輸大臣             | 自由民主党幹事長         |
|      | 桜井新 （故人）     | 自由民主党   | 環境庁長官           |                          |
|      | 島村宜伸            | 自由民主党   | 農林水産大臣         | 自由民主党国会対策委員長 |
|      | 仙谷由人 （故人）   | 民主党       | 法務大臣             | 民主党代表代行           |
|      | 武村正義 （故人）   | 民主党       | 大蔵大臣             | 新党さきがけ代表         |
|      | 野中広務 （故人）   | 無所属       | 内閣官房長官         | 自由民主党幹事長         |
|      | 深谷隆司            | 自由民主党   | 通商産業大臣         | 自由民主党総務会長       |
|      | 平野貞夫            | 生活の党     | 参議院財政金融委員長 |                          |
|      | 松永光 （故人）     | 自由民主党   | 大蔵大臣             |                          |
|      | 村上正邦 （故人）   | 無所属       | 労働大臣             | 自由民主党参議院議員会長 |
|      | 村山富市            | 社会民主党   | 内閣総理大臣         | 日本社会党委員長         |
|      | 矢野絢也            | 無所属       | 衆議院議員           | 公明党委員長             |
|      | 山﨑拓              | 自由民主党   | 建設大臣             | 自由民主党副総裁         |
|      | 渡部恒三 （故人）   | 民主党       | 通商産業大臣         | 無所属の会代表           |

- 氏名の五十音順に記載した。
- 「所属」欄は、円卓会議に参加した時点での所属政党を記載した。
- 「過去の代表的な公職」欄は、代表的なもののみを一つ記載した。複数の国務大臣を歴任した場合、建制順に最も高位の職を記載した。
- 「過去の代表的な党職」欄は、代表的なもののみを一つ記載した。